# Nils Christiernsson
Nils Henrik Christiernsson (i riksdagen kallad Christiernsson i Helsingborg), född 18 februari 1883 i Stockholm (Hovförsamlingen), död 6 september 1940 i Stockholm (Oscar), var en svensk ombudsman och politiker. Han var son till Henrik och Sie Christiernsson.
Nils Christiernsson var redaktör för Karlskronatidningen 1908–1910, och för Hälsingborgs dagblad 1911–1923, därefter i Allmänna valmannsförbundets tjänst. Han var ledamot av Helsingborgs stadsfullmäktige 1919–1934 och ledamot av riksdagens andra kammare 1933–1936, invald i Fyrstadskretsen. Han tillhörde 1933 lantmanna- och borgarpartiet, men var 1934–1936 högervilde.
Under första världskriget var Christiernsson krigskorrespondent och utgav om denna verksamhet bland annat Franskt och tyskt (1916) samt Hindenburgs front (1917).
Nils Christiernsson var från 1909 till sin död gift med Ingrid Rönne (1888–1961). Makarna är gravsatta vid Helsingborgs krematorium.